# 許禹生
許禹生（1878年—1945年），字靇厚，生於清帝國直隸省北京，籍貫山東省濟南，武術家、教育家與作家。

## 生平
生於武術世家，六歲開始學習查拳與潭腿。20歲時師從劉德寬，習六合拳武術與方天畫戟，習藝四年。
1928年，國民政府在南京開設國立中央國術館，許禹生得知消息，在當時北平市（今中華人民共和國北京市）發起成立北平体育研究社，擔任常務副社長，社長由北京副市長擔任，參與者有吴鉴泉、赵鑫洲、耿诚信、郭志云、葛罄吾、纪子修、恒寿山等人。他後來成為中華民國教育部專事科主任，建議在各級學校中開設國術課程。在北平體育研究社下，開設北平體育講習所，聘請吴鉴泉、刘彩臣等任專任教師。
1929年，將北平體育研究社改組為北平市國術館，由北京市長任館長，他任副館長，聘請尚云祥、许笑羽、刘彩臣等一同編寫教材。此外，他發起〈體育月刊〉並擔任主編。向國民政府提出建議，在各級學校中開辦國術課程。

## 著作
著有《少林十二式》、《罗汉行功法》、《太极拳势图解》、《神禹剑》、《陈式五路太极拳》、《中国武术史略》。